# 세르베르 제파로프
세르베르 레샤토비치 제파로프(우즈베크어: Server Reshatovich Jeparov, 러시아어: Серве́р Реша́тович Джепа́ров, 1982년 10월 3일~)는 우즈베키스탄의 전직 축구 선수이자 현 축구 지도자로 선수 시절 포지션은 미드필더와 공격수이다. K리그1의 FC 서울, 성남 FC, 울산 현대 등지에 활동했으며 K리그 등록명은 제파로프이다. 또한 국제 대회에 우즈베키스탄 대표팀의 일원으로 활동하였으며 국제 A매치 128경기에 출전하여 FIFA 센추리 클럽에 가입했다. 또한 우즈베키스탄 대표 선수로서 AFC 아시안컵에 4회 참가했다.
현역 은퇴 후 축구 지도자로 활동 중이며 현재 우즈베키스탄 U-14 대표팀 감독 겸 우즈베키스탄 대표팀 수석 코치로 재직 중이다.

## 클럽 경력

### 우즈베키스탄
2000년부터 2001년까지 나프바호르 나망간에서 활약하였고, 46경기에 나와 7골을 넣었다. 2002년부터 2007년까지 FC 파흐타코르 타슈켄트에 있으면서 96경기에 나와 34골을 넣었다. 2008년 FC 부뇨드코르에 입단했는데, 그 해에 19골을 넣어 득점왕이 되었다. 그 해에 부뇨드코르 팀이 처음으로 리그 우승을 차지했다. 이러한 활약을 바탕으로 잉글랜드의 강호 첼시 FC의 입단 테스트 초청을 받았고, 세르비아의 명문 클럽인 레드 스타 베오그라드로부터의 러브콜을 받기도 하였으며 연말에 AFC 올해의 축구 선수상을 수상하였다.

### FC 서울
2010년 7월 소속 팀인 FC 부뇨드코르 구단에다가 해외에서 뛰어보고 싶다는 의지를 밝히고 허락을 얻어 낸 후, 이적을 추진하여 K리그 팀 FC 서울로 6개월 단기 임대 이적에 성공하였다. 제파로프는 7월 28일 수원 삼성 블루윙즈와의 K리그 컵 준결승전에서 후반 12분 교체되어 첫 데뷔전을 치렀다. FC 서울은 이 경기에서 연장전까지 가는 혈투 끝에 4 대 2로 승리를 거두었다. 8월 25일 전북 현대 모터스와의 결승전에서는 선발 출전하여 3:0 승리에 공헌하며 우승을 차지하였다. 10월 3일, 제파로프는 리그 컵을 포함하여 아홉 경기만에 데뷔골을 터뜨렸으며 전매특허인 멋진 공중제비돌기 골 세러모니를 보여주며 홈관중들을 열광시켰다. 그는 임대 기간이 끝날 때까지 정규 리그 총 16경기에 출전하여 서울의 리그 우승에 공헌하였으며, 시즌이 끝난 후 서울과의 계약 연장을 위해 소속팀인 부뇨드코르를 직접 설득하기 위해 나설 것이라고 밝히며 서울에서의 생활에 만족감을 드러내었다.
2011년 2월 6일 이적료 약 10억원, 계약 기간 3년에 FC 서울로 완전 이적이 성사되었다는 공식 기사가 나왔으며, 2월 8일 FC 서울 홈페이지에 공식으로 이적 확정에 관한 뉴스가 게시되었다. 2011년 6월 15일 구덕운동장에서 열린 부산교통공사와의 FA컵 16강전에서 전반 종료 직전 프리킥으로 결승골을 넣어 8강 진출에 공헌하였다. 2011년 7월 9일 FC 서울 웹사이트를 통해 알샤바브로 공식 이적 발표가 있었으며 당일 상무와의 홈 경기 하프 타임 때 환송식을 가졌다. 이적료에 대해서는 FC 서울의 공식적인 언급이 없으나 유럽의 축구 이적 전문 사이트에서는 약 80억원대라는 보도가 있었으나 이는 제파로프의 3년간 연봉 45억 (1년 연봉 약 15억원)을 포함한 금액이며 순수 이적료는 약 30억원대라는 보도가 더 유력한 보도로 인정받고 있다.

### 알샤바브
이적 초기에는 준수한 활약을 선보였으나 계속해서 좀처럼 많은 기회를 잡지 못하며 벤치에만 머물러 있는 횟수가 많아졌고, 통산 21경기에 출장에 4골을 기록하였다.

### 성남 일화 천마 / 성남 FC
2013년 시즌 개막을 앞두고, 2010년 FC 서울에서 함께 하였던 안익수 감독이 부임한 후 대대적인 선수단 개편을 단행한 K리그 클래식 구단 성남 일화 천마로 이적하여 대한민국 무대로 복귀하였다. 이후 박종환 감독이 부임한 2014 시즌 초반엔 중용받지 못하였으나 박종환 감독이 경질된 후 다시 출전 횟수를 늘려가기 시작하였다. 2014 시즌 종료 후 계약 만료로 팀을 떠났다.

### 울산 현대
성남을 떠난 제파로프는 2015년 시즌을 앞두고, 자신을 원한 윤정환 감독의 요청에 따라 울산 현대로 이적하였다. 2015 시즌 개막전 경기이자 울산에서의 데뷔전에서 FC 서울을 상대로 골을 기록하여 팀의 2-0 승리를 이끌었고, 3월 15일에 열린 포항과의 동해안 더비 경기에서 정동호의 패스를 받아 선제골을 기록하여 팀의 4-2 승리에 일조하였다. 2015 시즌 총 6골 3도움을 기록하였으나 부상 등 기량 저하로 인하여 2015시즌 후, 팀을 떠났다.

## 국가대표팀 경력
2002년 우즈베키스탄 대표팀에 발탁되었으며 그 해 5월 14일 슬로바키아와의 친선 경기를 통해 첫 A매치 경기를 치렀다. 2004년 6월 9일 팔레스타인과의 2006년 월드컵 지역 예선 경기에서 첫 A매치 골을 기록하였다. 같은 해 7월에는 중국에서 열린 2004년 AFC 아시안컵에 참가했다.
2007년 7월 5일 서울월드컵경기장에서 열린 대한민국과의 친선 경기에서도 골을 기록하였으나 1:2로 패배하였다. 이후 동남아시아에서 열린 2007년 AFC 아시안컵에도 우즈베키스탄 국가대표로 참가했다.
2011년에는 카타르에서 열린 2011년 AFC 아시안컵에 출전하여 2골 2도움을 기록하였다. 이후에도 꾸준히 우즈베키스탄 국가대표 선수로 활약하면서 2014년 3월 5일에 타슈켄트에서 열린 아랍에미리트와의 2015년 AFC 아시안컵 예선 경기를 통해 A매치 100경기 출전 기록을 세우면서 센추리 클럽에 가입했다.
2017년 9월 타슈켄트에서 열린 대한민국과의 2018년 월드컵 지역 예선 경기가 마지막 A매치가 되었으며 A매치 통산 128경기 출전, 25골을 기록했다.

## 경력 통계

### 국가대표팀 득점
| #  | 일정             | 장소                   | 상대           | 득점  | 결과  | 대회                                |
| -- | ---------------- | ---------------------- | -------------- | ----- | ----- | ----------------------------------- |
| 1  | 2004년 6월 9일   | 우즈베키스탄, 타슈켄트 | 팔레스타인     | 3 - 0 | 3 - 0 | 2006년 FIFA 월드컵 아시아 지역 예선 |
| 2  | 2004년 9월 8일   | 카타르, 알 라얀        | 팔레스타인     | 2 - 0 | 3 - 0 | 2006년 FIFA 월드컵 아시아 지역 예선 |
| 3  | 2005년 8월 17일  | 우즈베키스탄, 타슈켄트 | 쿠웨이트       | 1 - 2 | 3 - 2 | 2006년 FIFA 월드컵 아시아 지역 예선 |
| 4  | 2006년 2월 22일  | 우즈베키스탄, 타슈켄트 | 방글라데시     | 2 - 0 | 5 - 0 | 2007년 AFC 아시안컵 예선            |
| 5  | 2006년 10월 11일 | 방글라데시, 치타공     | 방글라데시     | 3 - 0 | 4 - 0 | 2007년 AFC 아시안컵 예선            |
| 6  | 2007년 7월 5일   | 대한민국, 서울         | 대한민국       | 1 - 2 | 1 - 2 | 친선 경기                           |
| 7  | 2008년 3월 22일  | 우즈베키스탄, 타슈켄트 | 요르단         | 4 - 1 | 4 - 1 | 친선 경기                           |
| 8  | 2008년 3월 26일  | 우즈베키스탄, 타슈켄트 | 사우디아라비아 | 3 - 0 | 3 - 0 | 2010년 FIFA 월드컵 아시아 지역 예선 |
| 9  | 2008년 6월 2일   | 싱가포르, 싱가포르     | 싱가포르       | 3 - 2 | 7 - 3 | 2010년 FIFA 월드컵 아시아 지역 예선 |
| 10 | 2008년 6월 2일   | 싱가포르, 싱가포르     | 싱가포르       | 5 - 2 | 7 - 3 | 2010년 FIFA 월드컵 아시아 지역 예선 |
| 11 | 2008년 12월 28일 | 이스라엘, 라마트 간    | 이스라엘       | 3 - 2 | 3 - 2 | 친선 경기                           |
| 12 | 2009년 11월 14일 | 우즈베키스탄, 타슈켄트 | 말레이시아     | 1 - 0 | 3 - 1 | 2011년 AFC 아시안컵 예선            |
| 13 | 2011년 1월 7일   | 카타르, 도하           | 카타르         | 2 - 0 | 2 - 0 | 2011년 AFC 아시안컵                 |
| 14 | 2011년 1월 12일  | 카타르, 도하           | 쿠웨이트       | 2 - 1 | 2 - 1 | 2011년 AFC 아시안컵                 |
| 15 | 2011년 7월 23일  | 우즈베키스탄, 타슈켄트 | 키르기스스탄   | 2 - 1 | 4 - 0 | 2014년 FIFA 월드컵 아시아 지역 예선 |
| 16 | 2011년 8월 7일   | 우즈베키스탄, 타슈켄트 | 일본           | 1 - 1 | 1 - 1 | 2014년 FIFA 월드컵 아시아 지역 예선 |
| 17 | 2012년 10월 12일 | 아랍에미리트, 두바이   | 아랍에미리트   | 1 - 1 | 2 - 2 | 친선경기                            |
| 18 | 2013년 3월 26일  | 우즈베키스탄, 타슈켄트 | 레바논         | 1 - 1 | 1 - 0 | 2014년 FIFA 월드컵 아시아 지역 예선 |

## 수상 내역

### 클럽

#### 파흐타코르 타슈켄트
- 우즈베키스탄 리그: 2002, 2003, 2004, 2005, 2006, 2007
- 우즈베키스탄 컵: 2002, 2003, 2004, 2005, 2006, 2007
- 독립 국가 연합 컵: 2007

#### FC 부뇨드코르
- 우즈베키스탄 리그: 2008, 2009
- 우즈베키스탄 컵: 2008

#### FC 서울
- K리그: 2010
- 리그컵: 2010

#### 알샤바브
- 사우디 프리미어리그: 2011-2012

#### 성남 FC
- FA컵: 2014

### 개인
- 아시아 올해의 축구 선수: 2008, 2011

## 같이 보기
- A매치 100경기 이상 출전한 축구 선수 명단